# Mélodie Daoust
Mélodie Daoust (* 7. Januar 1992 in Valleyfield, Québec) ist eine ehemalige kanadische Eishockeyspielerin und heutige -trainerin. Sie gehörte zwischen 2011 und 2022 der kanadischen Frauen-Nationalmannschaft an und gewann bei den Olympischen Winterspielen 2014 und 2022 mit dieser die Goldmedaille.

## Karriere

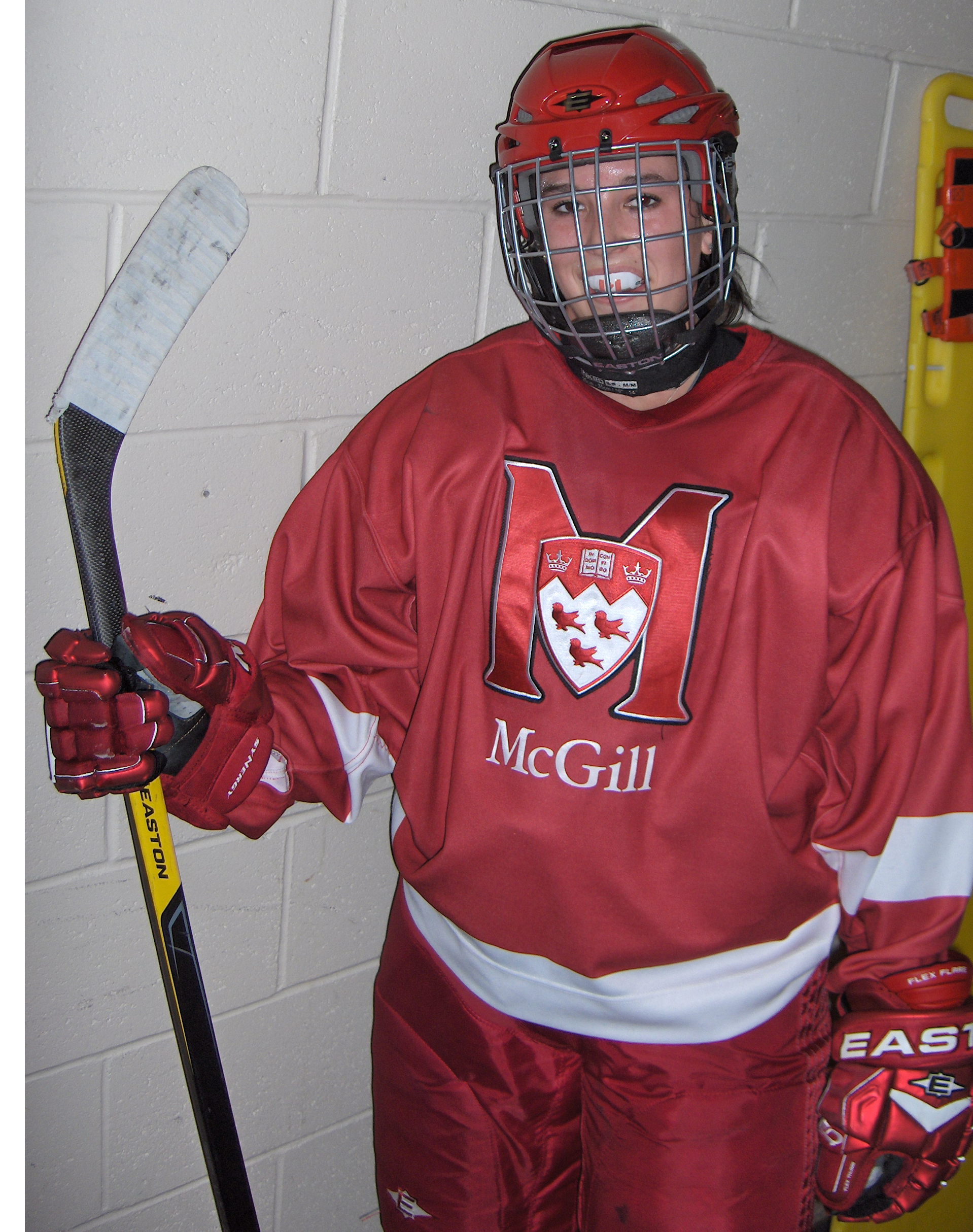
Mélodie Daoust (2011)

Daoust spielte während ihrer Juniorenzeit zwischen 2008 und 2011 für die Sélects du Lac St-Louis und die Collegemannschaft des Cégep Édouard-Montpetit, mit denen sie auf regionaler Ebene in der Provinz Québec sehr erfolgreich war. Während dieser Zeit nahm sie mit der kanadischen U18-Frauen-Auswahl in den Jahren 2009 und 2010 an der U18-Frauen-Weltmeisterschaft teil, bei der sie 2009 zunächst die Silbermedaille und im darauffolgenden Jahr den Weltmeistertitel gewann. Mit ihren Scorerpunkten war sie maßgeblich an den Medaillengewinnen beteiligt. Im Verlauf der Saison 2010/11 sammelte die Stürmerin erste Erfahrungen im Profibereich, als sie zwei Partien für die Stars de Montréal in der Canadian Women’s Hockey League bestritt. Dabei bereitete sie drei Tore vor.
Im Sommer 2011 ging Daoust an die McGill University, wo sie in den folgenden sechs Jahren ihrem Studium nachging. Parallel dazu spielte sie für das Universitätsteam in der Canadian Interuniversity Sport. Ebenso feierte sie zum Jahresende beim 4 Nations Cup 2011 ihr Debüt in der kanadischen Frauen-Nationalmannschaft. Mit dem Team der McGill University entwickelte sich die Kanadierin zu einer der besten Spielerinnen der Collegeliga. Am Ende ihres ersten Jahres wurde sie als Rookie of the Year ausgezeichnet und im Folgejahr erhielt sie die Broderick Trophy als beste Collegespielerin im Spielbetrieb der CIS. Vor der Saison 2013/14 verließ Daoust die Universität, die in diesem Jahr die Landesmeisterschaft gewinnen konnte, zunächst und wechselte in den kanadischen Eishockeyverband Hockey Canada. Mit dem Auswahlkader bereitete sich die Offensivspielerin gezielt auf die Olympischen Winterspiele 2014 in Sotschi vor. Dort gewann sie mit dem Team Canada die Goldmedaille, zu der sie in fünf Turnierspielen einen Treffer beisteuerte.
Im Anschluss an den Olympiasieg kehrte Daoust an die McGill University zurück, verpasste aufgrund einer Ruptur des Kreuzbandes aber große Teile der Spielzeit 2014/15. Erst zum Spieljahr 2015/16 konnte die Angreiferin vollends in den Spielbetrieb zurückkehren. Nach der Saison 2016/17 beendete sie ihr Studium und wurde daraufhin im Entry Draft der Canadian Women’s Hockey League an vierter Gesamtstelle von den Les Canadiennes de Montréal ausgewählt. Diese verpflichteten die Kanadierin auch, mussten im Saisonverlauf allerdings bis Februar auf sie verzichten, da Daoust erneut von Hockey Canada in Vorbereitung auf die Olympischen Winterspiele 2018 in Pyeongchang rekrutiert worden war und in der Folge ihre zweiten Olympischen Spiele absolvierte. Dort gewann sie die Silbermedaille und wurde darüber hinaus als wertvollste Spielerin des Turniers ausgezeichnet sowie ins All-Star-Team berufen. In der folgenden Saison 2018/19 spielte sie für die Canadiennes in der CWHL, bevor die Liga 2019 aufgelöst wurde. Anschließend lief sie in Promotion-Spielen für die neu gegründete Professional Women’s Hockey Players Association auf, parallel dazu arbeitete sie bis 2022 als Assistenztrainerin an der University of Montréal. Seit 2022 ist sie Trainerin am Bourget Collège.
Während der Saison 2021/22 bereitete sie sich erneut mit dem Team Canada auf die Olympischen Winterspiele 2022 vor. Beim olympischen Turnier in Peking gewann sie mit dem Nationalteam erneut die Goldmedaille.
Im Jahr 2023 wurde aus der PWHPA heraus die Professional Women’s Hockey League gegründet. Zunächst gehörte sie dem Reserve-Kader des Teams PWHL Montréal an und erhielt im März 2024 einen Kurzzeit-Vertrag über 10 Tage. Am Ende der Saison beendete sie ihre Karriere.

## Erfolge und Auszeichnungen
- 2012 CIS Rookie of the Year
- 2013 Broderick Trophy (CIS Player of the Year)

### International
- 2009 Silbermedaille bei der U18-Frauen-Weltmeisterschaft
- 2010 Goldmedaille bei der U18-Frauen-Weltmeisterschaft
- 2014 Goldmedaille bei den Olympischen Winterspielen
- 2018 Silbermedaille bei den Olympischen Winterspielen
- 2018 Wertvollste Spielerin der Olympischen Winterspiele
- 2018 All-Star-Team der Olympischen Winterspiele
- 2019 Bronzemedaille bei der Weltmeisterschaft
- 2021 Goldmedaille bei der Weltmeisterschaft
- 2021 Wertvollste Spielerin, beste Stürmerin und All-Star-Team der Weltmeisterschaft[4]
- 2021 Topscorerin und Beste Torschützin der Weltmeisterschaft
- 2022 Goldmedaille bei den Olympischen Winterspielen

## Karrierestatistik

### International
Vertrat Kanada bei:
| - U18-Frauen-Weltmeisterschaft 2009 - U18-Frauen-Weltmeisterschaft 2010 - Olympische Winterspiele 2014 | - Olympische Winterspiele 2018 - Weltmeisterschaft 2019 - Weltmeisterschaft 2021 - Olympische Winterspiele 2022 |

(Legende zur Spielerstatistik: Sp oder GP = absolvierte Spiele; T oder G = erzielte Tore; V oder A = erzielte Assists; Pkt oder Pts = erzielte Scorerpunkte; SM oder PIM = erhaltene Strafminuten; +/− = Plus/Minus-Bilanz; PP = erzielte Überzahltore; SH = erzielte Unterzahltore; GW = erzielte Siegtore; 1 Play-downs/Relegation; Kursiv: Statistik nicht vollständig)